# دول-مدن إيطالية
كانت الدول المدن الإيطالية ظاهرة سياسية من الدويلات المستقلة أغلبها في شمال ومركز شبه الجزيرة الإيطالية بين القرنين العاشر والخامس عشر.
بعد سقوط الإمبراطورية الرومانية الغربية تمتعت المستوطنات الحضرية في إيطاليا عموماً باستمرارية أطول من بقية أرجاء أوروبا الغربية. كانت العديد من هذه المدن من المستوطنات الأتروسكانية والرومانية ضمن الإمبراطورية الرومانية المنحلة. كما نجت أيضاً المؤسسات الجمهورية في روما. برز أيضاً بعض أمراء الإقطاع المعتمدين على القوة العاملة المستعبدة والمساحات الشاسعة من الأراضي ولكن بحلول القرن الحادي عشر تحولت العديد من المدن بما في ذلك البندقية وميلانو وفلورنسا ولوكا وبيزا وسيينا وجنوة وكريمونا وغيرها إلى عواصم تجارية قادرة على الحصول على استقلالها من القوى المهيمنة على المنطقة.

## بداياتها
ظهرت أولى الدول المدن الإيطالية في شمال إيطاليا نتيجة لنضالها من أجل الاستقلال عن الإمبراطورية الرومانية المقدسة الألمانية. كانت الرابطة اللومباردية تحالفاً تشكل حوالي عام 1167، والذي ضم في ذروته معظم مدن شمال إيطاليا منها ميلانو وبياتشينزا وكريمونا ومانتوفا وكريما وبيرغامو وبريشيا وبولونيا وبادوا وتريفيزو وفيتشينزا والبندقية وفيرونا ولودي وبارما وريجيو إميليا وغيرها على الرغم من تبدل عضويتها عبر الزمن. ارتبطت دول مدن أخرى بتلك المدن «البلديات» مثل جنوى وتورينو وراغوزا.
أما في وسط إيطاليا فكانت هناك دول مدن في فلورنسا وبيزا ولوكا وأنكونا وسيينا، بينما جنوب روما والولايات البابوية كانت هناك دول مدن في ساليرنو وأمالفي وباري ونابولي وتراني والتي توحدت عام 1130 لتشكل مملكة صقلية النورمانية الحديثة.
حوالي 1100، برزت جنوى والبندقية كجمهوريات بحرية مستقلة. في جنوى، كان الإمبراطور الروماني المقدس حاكماً أعلى للمدينة بينما كان أسقف جنوى رئيساً للمدينة، إلا أن السلطة الفعلية كانت من أيدي عدد من القناصل المنتخبين سنوياً عبر مجلس شعبي. برزت أيضاً بيزا وأمالفي كجمهوريات بحرية: حيث ساهمت التجارة وبناء السفن والخدمات المصرفية في دعم أساطيلها القوية في البحر الأبيض المتوسط في تلك القرون الوسطى.

## اختلافها عن شمال أوروبا
فيما بين القرنين الثاني عشر والثالث عشر، اختلفت إيطاليا اختلافاً شاسعاً عن أوروبا الإقطاعية شمال جبال الألب. كانت شبه الجزيرة عبارة عن مزيج من العناصر السياسية والثقافية بدلاً من كونها دولة موحدة. يناقش مارك بلوك وفرناند بروديل بأن الجغرافيا حددت تاريخ المنطقة، بينما يجادل غيرهم من الباحثين بالتأكيد على غياب الهياكل السياسية المركزية. كانت الطبيعة الجبلية جداً في إيطاليا حاجزاً أمام التواصل الفعال بين المدن. مع ذلك، كان سهل البو استثناء حيث كان المجال الوحيد المتواصل جغرافياً وهو أيضاً المكان الذي كانت فيه معظم الدول المدينة عرضة للغزو. أما المدن التي كانت محمية جغرافياً في المناطق الأكثر وعورة مثل فلورنسا أو البندقية التي حمتها بحيرتها فقد عمرت لمدة أطول. منعت التضاريس الوعرة لجبال الألب الأمراء الألمان من مهاجمة شمال إيطاليا، مما حمى البلاد من السيطرة السياسية الألمانية. هكذا وبسبب ما سبق إلى حد كبير، لم تظهر أية ممالك قوية كما كان الحال في بقية أوروبا، وبدلاً من ذلك ظهرت الدول المدن المستقلة.
رغم استمرار المشاعر الجمهورية الحضرية من بقايا الإمبراطورية الرومانية، إلا أنه ظهرت العديد من الحركات والتغيرات على قدم وساق. شعرت إيطاليا ببداية التغيرات في أوروبا بين القرنين الحادي عشر والثالث عشر. كان هناك عادة:
- تزايد تعداد السكان حيث تضاعف أعدادهم في تلك الفترة (انفجار سكاني).
- ظهور المدن الكبرى (البندقية وفلورنسا وميلانو والتي ضمت أكثر من 100,000 نسمة بحلول القرن الثالث عشر، بالإضافة إلى العديد من المدن الأخرى مثل جنوى وفيرونا وبولونيا والتي كان أكثر في كل منها أكثر من 50,000 نسمة)
- إعادة بناء الكاتدرائيات الكبرى.
- الهجرة الكبيرة من الريف إلى المدينة (في إيطاليا بلغ معدل التمدن 20 ٪، مما جعلها أكثر المجتمعات تمدناً في العالم في ذلك الوقت).
- الثورة الزراعية.
- تنمية التجارة.

في الكتابات الأخيرة حول الدول المدن، أكد الباحث الأمريكي رودني ستارك بأن تلك الدول المدن زاوجت بين الحكومة المتفاعلة والمسيحية وولادة الرأسمالية. يجادل بأن هذه الدول كانت في معظمها جمهوريات بعكس الممالك الأوروبية الكبرى مثل فرنسا وإسبانيا حيث السلطة المطلقة في يد الحكام الذين أمكن لهم خنق التجارة وهو ما فعلوه. حافظت الدول المدن على علاقتها بالسيطرة الكنيسة مباشرة والقوى الإمبريالية ضمن مسافة آمنة ما سمح لها بالازدهار التجاري على أساس بدايات مبادئ الرأسمالية وفي نهاية المطاف خلقت الظروف الملائمة للتغييرات الفنية والفكرية التي أنتجتها النهضة.
أشار المؤرخ من جامعة كامبريدج والفيلسوف السياسي كوينتين سكينر  إلى ما ذكره أوتو فون فرايسينج - أسقف ألماني زار وسط إيطاليا خلال القرن الثاني عشر - بأن المدن الإيطالية قد خرجت على ما يبدو من الإقطاع، حيث أن مجتمعاتها تستند إلى التجار والتجارة. حتى المدن الشمالية اشتهرت دولها أيضاً بجمهورياتها التجارية وخاصة جمهورية البندقية. بالمقارنة مع الملكيات المطلقة أو الدول الأخرى ذات الحكم المركزي فإن البلديات والجمهوريات التجارية الإيطالية تمتعت بحرية سياسية نسبية مواتية للنهوض الأكاديمي والفني. جغرافياً وبسبب التجارة، أصبحت المدن الإيطالية مثل البندقية مركزاً تجارياً ومصرفياً دولياً ومفترق طرق فكري.
أما المؤرخ من هارفارد نيال فيرجسون  فيشير إلى أن فلورنسا والبندقية، فضلا عن غيرها من العديد من الدول المدن الإيطالية، لعبت دوراً حاسماً في التطورات المالية العالمية المبتكرة، واستنباط الأدوات والممارسات المصرفية الرئيسية، وظهور أشكال جديدة للتنظيم الاجتماعي والاقتصادي.

## الدخل

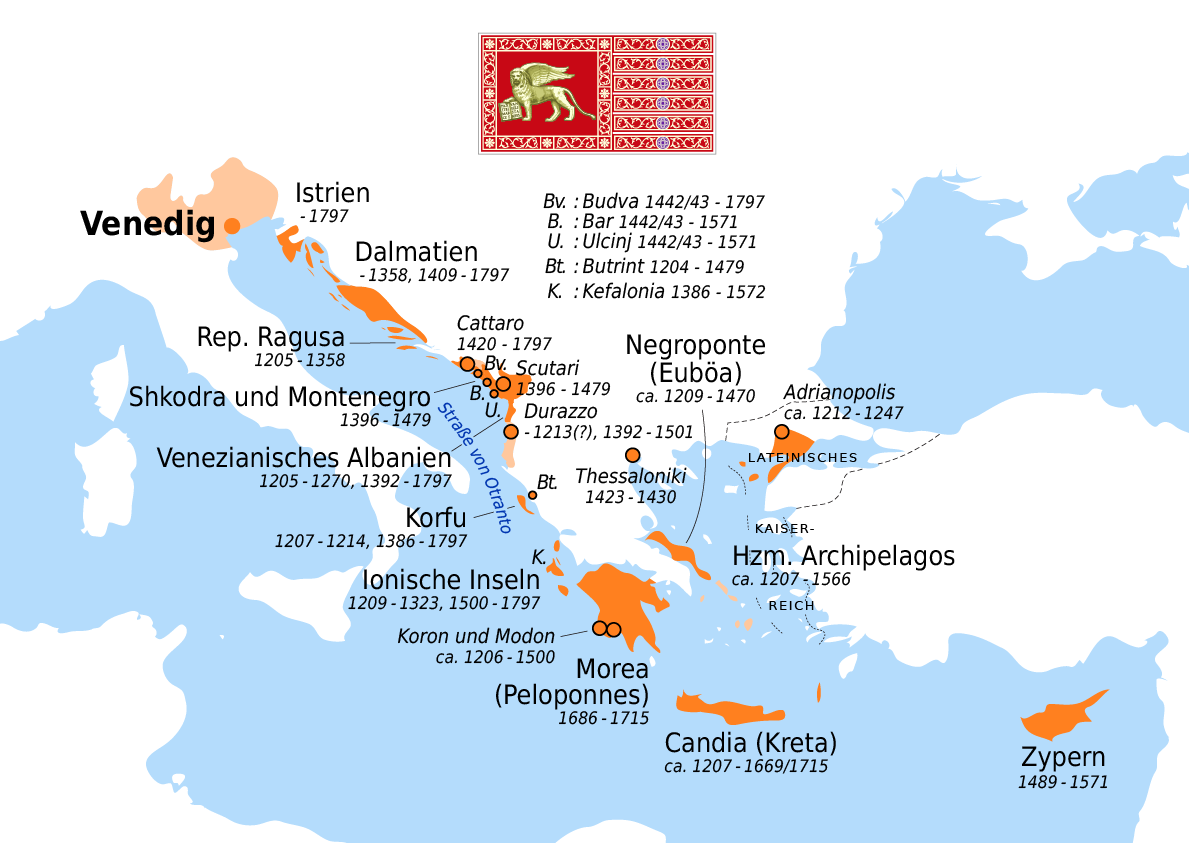
خريطة المستعمرات الفينيسية

تشير التقديرات إلى أن نصيب الفرد من الدخل في شمال إيطاليا قد تضاعف ثلاث مرات تقريباً بين القرنين الحادي عشر والخامس عشر. كان ذاك المجتمع شديد التنقل والتوسع الديموغرافي، تغذيه تجارة النهضة سريعة الانتشار.
في بدايات القرن الرابع عشر ومع بدايات النهضة الإيطالية، كانت إيطاليا العاصمة الاقتصادية لأوروبا الغربية: كانت الدويلات الإيطالية كبريات مصنعي المنتجات الصوفية. لكن ومع انتشار الطاعون الدبلي في بدايات العقد الأول من القرن الخامس عشر وولادة صناعة الصوف الإنجليزية وانتشار الحروب في إيطاليا، خسرت إيطاليا مؤقتاً ميزتها الاقتصادية. إلا أنها استعادت السيطرة على تجارة المتوسط في أواخر العقد ذاته من القرن الخامس عشر. حيث وجدت لها مكانة جديدة في مجال السلع الكمالية مثل السيراميك والأواني الزجاجية والدانتيل والحرير.
مع ذلك، لم تستعد إيطاليا مكانتها أبداً سيطرتها القوية على المنسوجات. وعلى الرغم من أنها كانت مسقط رأس الأعمال المصرفية، فإنه بحلول القرن السادس عشر بدأت البنوك الألمانية والهولندية بالسيطرة في ذاك المجال. أما اكتشاف الأمريكتين وكذلك الطرق التجارية الجديدة إلى أفريقيا والهند (التي جعلت من البرتغال قوة تجارية رائدة) فجلبت تراجع القوة الاقتصادية الإيطالية.

## محو الأمية والحساب
بحلول القرن الثالث عشر، كان شمال ووسط إيطاليا أكثر المجتمعات محواً للأمية في العالم. أمكن لأكثر من ثلث الذكور القراءة باللغة العامية (وهو معدل لم يسبق له مثيل منذ انهيار الإمبراطورية الرومانية الغربية)، بالإضافة إلى نسبة ضئيلة لكن هامة للمرأة.
كانت الدول المدن الإيطالية مهتمة جداً بالحساب، نظراً لأهمية الأشكال الجديدة من معاملات الحسابات التي كانت ضرورية للتبادلات التجارية. من بين أكثر الكتب المتداولة حينها كتاب ليبر أباتشي لليوناردو فيبوناتشي من بيزا، حيث ضمت مثل تلك الكتب تطبيقات رياضية وحسابية لممارسة الأعمال  أو كانت كتيبات في الأعمال مبنية على طرق حسابية وكتابية متطورة.
ساعد لوكا باتشولي بالفعل في إنشاء النظام المصرفي في الدول المدن الإيطالية عبر «القيد المزدوج في تسجيل الحسابات»: حيث أن كتابه المؤلف من 27 صفحة في تسجيل الحسابات يعد العمل المعروف الأول في هذا الموضوع، ويعتقد بأنه أرسى الأسس للقيد المزدوج في تسجيل الحسابات (بين تجار جنوى) كما هو يمارس في يومنا هذا.

## البلديات
ظهرت خلال القرن الحادي عشر في شمال إيطاليا بنية سياسية واجتماعية جديدة هي الدولة المدينة أو البلدية. كانت الثقافة المدنية التي نشأت من هذا الكيان ملحوظة. تم استيعاب البلديات التي ظهرت في بعض الأماكن الأخرى (مثل بريطانيا وفرنسا) من قبل الدولة الملكية حال ظهورها. بينما استمرت في شمال ووسط إيطاليا كما كان حال عدد قليل من المناطق الأخرى في أنحاء أوروبا لتصبح دولاً مدناً مستقلة وقوية. تخلصت المدن الإيطالية من سادتها الإقطاعيين في أواخر القرن الثاني عشر والقرن الثالث عشر، عبر نزاع التنصيب بين البابوية والإمبراطورية الرومانية المقدسة حيث قادت ميلان المدن اللومباردية zbzbzbzb
اندلعت ثورات مدن مماثلة أدت إلى تأسيس الدول المدن في جميع أنحاء أوروبا في العصور الوسطى، كما كان الحال في روسيا (جمهورية نوفغورود في القرن الثاني عشر) والفلاندرز (معركة الرماح الذهبية في القرن الرابع عشر) وفي سويسرا (قرى الاتحاد السويسري القديم في القرن الرابع عشر) وفي ألمانيا (الرابطة الهانزية في القرنين الرابع عشر والخامس عشر) وبروسيا (حرب الثلاثة عشر عام في القرن الخامس عشر).
أصبحت بعض دول المدن الإيطالية قوى عسكرية كبرى في وقت مبكر جداً. اكتسبت مدينتا البندقية وجنوى إمبراطوريات بحرية واسعة في البحر الأبيض المتوسط والبحر الأسود. خلال الحملة الصليبية الرابعة (1204) احتلت البندقية ربع الإمبراطورية البيزنطية.

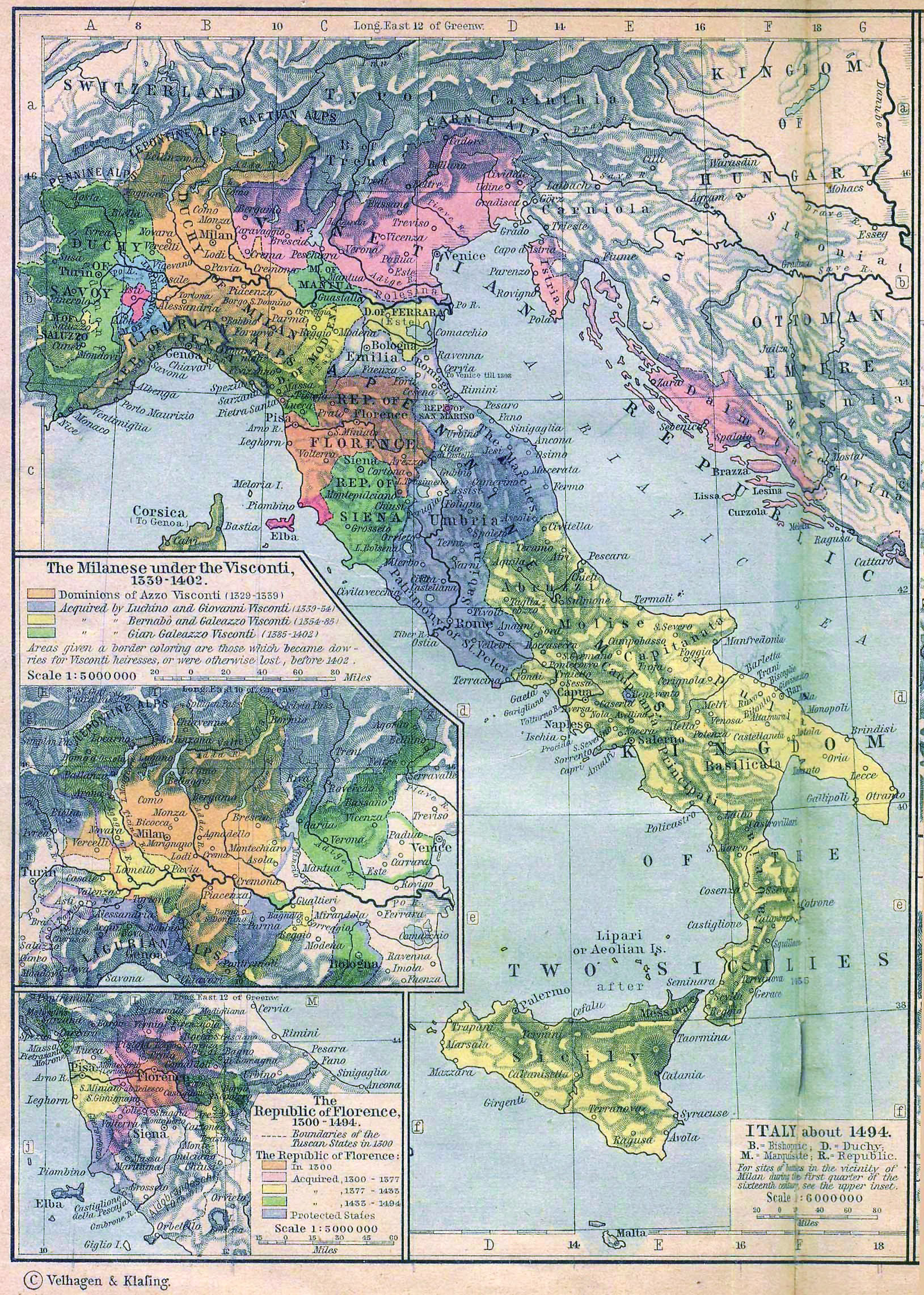
إيطاليا 1494 بعد صلح لودي.

كانت الجمهوريات البحرية واحدة من النتائج الرئيسية لهذه الثقافة المدنية والاجتماعية الجديدة القائمة على التجارة وتبادل المعرفة مع مناطق أخرى من العالم خارج أوروبا الغربية. جمهوريتا راغوزا والبندقية على سبيل المثال، كانت لهما اتصالات تجارية هامة مع العالمين الإسلامي والهندوسي وساعد ذاك في التطور الأولي لعصر النهضة الإيطالية.
قبل أواخر القرن الثاني عشر، برزت طبقة جديدة في شمال إيطاليا: غنية ومتنقلة ومتسعة بخليط من الأرستقراطية وسكان المدن، المهتمين بالمؤسسات الحضرية والحكم الجمهوري. لكن العديد من الدول المدن الجديدة كانت تضم أيضاً فصائل عنيفة قائمة على الأسرية والأخوة والتلاحم والتي قوضت تماسك تلك الدول (انظر الغويلفيين والغيبلينيين).

## دول الإمارات
قبل 1300، أصبحت معظم هذه الجمهوريات ولايات أميرية تهيمن عليها السنيوريات. كانت البندقية وفلورنسا ولوكا وبضع دول أخرى استثناءات جمهورية في مواجهة صعود أوروبا الملكية.

## دول محلية
خلال القرنين الرابع عشر والخامس عشر، كانت أقوى هذه المدن (ميلان والبندقية وفلورنسا) قادرة على التغلب على الدول المدن الأخرى الأضعف، وخلقت دولاً مناطقية. أنهى صلح لودي 1454 الصراع بين تلك الدول للهيمنة على إيطاليا، وبدأت سياسة توازن القوى (انظر عصر النهضة الإيطالية).
في بداية القرن السادس عشر، وبصرف النظر عن بعض الدول المدن الصغرى مثل لوكا أو سان مارينو، كانت فقط جمهورية البندقية قادرة على الحفاظ على استقلالها في وجه الممالك الأوروبية مثل فرنسا وإسبانيا والدولة العثمانية (انظر الحروب الإيطالية).